# Theobald von Bethmann-Hollweg
Theobald Theodor Friedrich Alfred von Bethmann Hollweg (29. listopadu 1856 – 1. ledna 1921) byl německý politik, který vykonával funkci německého kancléře v letech 1909 až 1917.

## Životopis
Pocházel z pruské šlechtické a úřednické rodiny, studoval ve Štrasburku, Lipsku a Berlíně. Roku 1882 vstoupil do státních služeb a rychle postupoval. Roku 1899 stanul v čele Braniborska, roku 1905 byl jmenován pruským ministrem vnitra, roku 1909 celoněmeckým ministrem vnitra a po rezignaci kancléře von Bülowa nastoupil na jeho místo. Zprvu se snažil o uvolnění napjatých vztahů s Británií. Po sarajevském atentátu však ujistil Rakousko-Uhersko bezpodmínečnou podporou Německa ve sporu se Srbskem, a tím nepřímo přispěl k rychlé eskalaci konfliktu, který odstartoval první světovou válku. Během války Bethmann-Hollweg postupně ztratil vliv a rezignoval roku 1917 poté, co levicoví a středoví poslanci Reichstagu prosadili mírovou rezoluci.